# クリリン
クリリンは、鳥山明の漫画『ドラゴンボール』およびそれを原作とするアニメ『ドラゴンボールZ』『ドラゴンボールGT』『ドラゴンボール改』『ドラゴンボール超』に登場する架空の人物。
アニメ版の声優は田中真弓。『DAIMA』におけるミニ形態は金田アキ。
原作での初登場は其之二十五「ライバル? 参上!!」、アニメでの初登場は『ドラゴンボール』第14話「悟空のライバル? 参上!!」。

## プロフィール
- エイジ736[1]10月29日[2]生まれ。
- 血液型はA型[2]。
- 身長153cm（成人時）[1]。
- 体重45kg（成人時）[1]。
- 趣味はカラオケ[1]。
- 好きな食べ物は中華バイキング[1]。
- 好きな乗り物はスポーツカー[1]。

## 概要
孫悟空とは亀仙流の兄弟弟子にして無二の親友。悟空と共に戦う仲間の中では亀仙人、ヤムチャに次ぐ古参。「東の村」の出身で、「強くなって女の子にモテたい」という動機から多林寺で修行を始めるが、先輩たちからのいじめに耐え切れずに寺を飛び出し、その後亀仙人の元を訪ねてきた。そこで同じく亀仙人のもとに弟子入りに来ていた悟空と出会い、宇宙を巻き込む壮大な戦いに身を投じていくことになる。後年では悟空たちサイヤ人やピッコロ、強敵たちとの実力差は大きく開きセル編後に武道家も引退するが、それでも数々の闘いを経験することによる相応の実力は身に着けており、魔人ブウ編では同じ地球人戦士であったヤムチャに「地球人では1番強い」と称され、原作者の鳥山明も1番強いと発言している。
クリリンは悟空にとって亀仙人の厳しい修行を共にし、多くの時を一緒に過ごした最大の親友である。彼がタンバリンに殺された時には悟空はただちに仇討に向かい「ぶっ殺してやる!!」とタンバリンに突撃、さらに悟空の目の前でフリーザに殺された際には悟空の怒りが頂点を超え、超サイヤ人へと変身した。
主要キャラクターの中で死が描写された最初の人物であり、死を経験した回数は計3回と原作では最多である。

## 人物・性格
一人称は基本的に「オレ」だが、敬語で話す際は「ボク」や「わたし」になることもある。登場当初は刺々しくズルい性格だったが、天下一武道会出場という目標でストイックに修行に打ち込んでからは徐々に軟化し、善良な常識人となっている。時にきついジョークを口にすることもあるが、ほどほどにスケベで、その気さくな人柄から、戦士たちの橋渡し・ムードメーカー的なポジションにいる。
正念場では勇気を発揮し、相手の意表をつくような技をいくつも編み出すなど死闘が激化していくサイヤ人編以降も好判断によって活躍する。普段はお調子者で相手が弱いと強気に出ることもあり、危機的状況に陥ると逃走を提案したり怖気づいて怯むなど情けない所もあるが、仲間や愛する人間の危機や死に際しては、自分ではかなわない強敵であっても戦いを辞さず、孫悟飯を守るためにナッパやフリーザに奇襲を仕掛けたり、人造人間18号を吸収したセルに激昂して立ち向かっている。アニメの対セル戦ではピッコロとともに悟飯を援護をするヤムチャや天津飯に呆れながらも付き合ったり、魔人ブウから18号たちを逃がすために死を覚悟で単身特攻していく面も持っている。アニメ版および劇場版では良く言えば慎重、悪く言えば臆病な気質が強調され、ブルマに意気地なしと言われる姿や戦闘中に悲鳴を上げて逃げる姿なども描かれている。
魔人ブウ編では、それまでよりも出番は激減し、戦う姿もほとんど見せなくなった。ダーブラに唾をかけられ石化し、しばらく動けなかったというまでに至る。アニメでは、後にブウが純粋型に変化して瞬間移動で攻め込んできた時に渋々戦った。
初登場時は当時の悟空より少し身長が低く剃髪しており、額に六つのお灸の跡が残されていた。初対面した悟空に、坊主頭をパチンコ玉のようだと言われて憤慨している。この際「武道を志すものは頭を丸めるのだ」と説明しているにもかかわらず、悟空はクリリンの頭をハゲであるとしばらく勘違いしていた。武道家を引退後、頭髪を伸ばしている。初期に悟空の背丈を抜いてやると言っていたものの、後に身長が伸びてもまだ悟空の方が高く、第23回天下一武道会では大きく身長差が開いた。悟飯が子供の頃はクリリンの方が背が高かったが、魔人ブウ編では悟飯が成長したため追い抜かれていた。
初期から頭の回転が良く、試合に勝つためにブルマの裸体と亀仙人のスケベ心を利用し、苦戦しているヤムチャを救った。天下一武道会での餃子との対戦では頭脳の差で勝利した。普段は優しい人柄だがまれに厳しい面を表しており、少年期においては亀仙人との修行の際に悟空をずる賢い頭脳プレーでやり込め、「勝負の世界は厳しい」と発言。武道会では悟空に苦戦した際、騙し討ちをしたことで「きたねえ」と言う悟空に「汚いも糞もない」と返している。サイヤ人編では退却しようとしたベジータにとどめを刺そうとするも、悟空の制止を受けて見逃した。
気の扱いに長けており、サイヤ人編では気功波を拡散させて栽培マンを一掃したり、悟空から突然託された元気玉の形成をぶっつけ本番で成功させている。戦闘経験も豊富で悟空たちや強敵たちとの戦いを見てきたため、相手の動きを読むことも得意でナメック星編においては潜在的な戦闘力は高くても未熟な悟飯をリードし、圧倒的な力を持つドドリアやフリーザに太陽拳で一杯食わせており、アニメではフリーザ第二形態に対し「気円斬」を無数に分裂させるバリエーションでてこずらせた。格上の相手でも頭脳プレーで挑み翻弄させ、立ち回りの巧さを見せる。作品の中盤辺りでは強敵に実力を褒められるシーンもそれなりに多い。ピッコロには第23回天下一武道会では技の多彩さやタフさを称賛されるなど実力をある程度認められ、ベジータにはサイヤ人編でもナッパの攻撃をかわすクリリンの動きを「動きだけはたいしたものだ」と評価されている。また、技の一つである「気円斬」はベジータも模倣して使用している。しかし、作品の終盤近くになると周りの仲間の強さのレベルアップについて行けなくなることも多くなる。
初期では女性に対する興味もそれなりに強く、第23回天下一武道会では、悟空がチチと結婚の約束をしていたことを知った際に「ずるい」「本当に修行していたのか」と羨ましがっていた。死ぬかもしれない時には「結婚したかった」と心の中で呟いたりしている。アニメ版ではフリーザ編終了後にガールフレンド（マロン）を作り、互いに結婚を意識する仲にまで進展していたが、その直後に破局した。後に人造人間18号と結ばれ娘のマーロンをもうける。なお、娘の名前は原作者鳥山明が「クリリン（栗）の子供ですのでそこから名付けた」と説明している。アニメ版『ドラゴンボール超』ではのちに再会した人造人間17号がマーロンを「マロン？」と呼び間違えて18号を怒らせていたが、鳥山明が毎話監修する漫画版『超』では一連のシーンはカットされている。原作での恋愛相手は18号ただ一人である。
原作者の鳥山明は、18号は今まで出会ったことのない真面目で純朴なタイプであるクリリンにひかれていったと語っている。鳥山によると、クリリン家はごく普通の家庭だが、18号は怒ると怖いのでクリリンは少し気を遣っているという。
ナメック星編の時期に行われた鳥山明の漫画全般を対象にしたキャラクター人気投票では第4位、魔人ブウ編時に行われた投票では第10位にランクインしている。
ブウ戦後は警察官になり、カプセルコーポレーション製のエアバイクに乗り、スマートフォンやタブレットを操作しながら仕事をしている。また、ブウ復活前は18号やマーロンと共にカメハウスに住んでいたが、『ドラゴンボール超』では庭付きの一軒家に住んでいる。

## 人間関係
悟空の息子である悟飯やデンデが子供の頃はよくフォローに回ったり、逆に助けられた場面も何度かある。悟飯とは悟空やピッコロ以外の仲間では一緒にいる場面が多く、18号に惚れていることにも気付かれた。悟飯がピッコロを尊敬していることをナメック星へ行く宇宙船の中で指摘したり、セルゲームで悟飯が自分を責めている時は彼のフォローをしていた。デンデが地球の神を引き継ぎにやってきた時はアニメでは「お前、見所あったもんな」などと声をかけており、デンデが神の仕事を始めることを応援していた。また、悟飯とデンデが一緒に勉強を始めた時も楽しそうに会話に加わっていた。悟飯が青年になってからはビーデルとの仲をからかっており、悟飯の無自覚な恋心を指摘している。
悟空に次いで共に亀仙人の弟子として修業を重ねてきたヤムチャとは仲が良い。サイヤ人編でヤムチャが栽培マンの捨て身の自爆により命を落とした時は激しい怒りを見せて栽培マンをほぼ全滅させている。また、セルゲームの後、クリリンが1度はふられた18号に「またな」と声をかけられた時にはヤムチャも喜んでクリリンを励ましていた。
ブルマと行動する機会も度々あり、ブルマの自分勝手な言動を冷静にあしらう常識人の面を見せている。気の強さに頭が上がらず、ナメック星ではブルマのことをある意味フリーザより恐いと評した。

## 軌跡
- エイジ736 - 誕生。
- エイジ740（4歳） - 多林寺（おおりんじ）に弟子入り。
- エイジ749（13歳） - 8年間修行した多林寺を出奔、孫悟空と共に亀仙人に弟子入りする。当初、悟空のことは良く思っておらず、一方的に毛嫌いしていた[注 6]が、厳しい修行を共にする内に友情が芽生え、後に親友となる。
- エイジ750（14歳） - 修行開始から8ヵ月後、悟空とともに第21回天下一武道会に出場。予選1回戦でかつて自分をいじめていた多林寺[注 7]のナンバー1を難なく倒し本戦に進出する。1回戦で悪臭を放つバクテリアンに苦戦するが、悟空の一言で自分には鼻がないことに気付き勝利する[注 8]。2回戦でジャッキー・チュン（変装した亀仙人）と対戦し、師匠相手に善戦するが敗れる。悟空とジャッキーの決勝戦では大猿化で道着が破れて全裸になった悟空に自身の道着を譲った。

武道会終了後しばらくして、悟空とレッドリボン軍との戦いに半ば巻き込まれる形ではあったものの、悟空を助け活躍する。成長していく悟空の強さを知り、その後占いババのもとに向かう悟空に修業がてら同行するが、そこで行われた試合ではドラキュラマンに敗れる。
- エイジ753（17歳） - 新弟子のヤムチャとともに亀仙人の下で3年の修行に励んだ後、第22回天下一武道会に出場。1回戦は鶴仙流の餃子と対戦し超能力に苦戦するが勝利する。準決勝では悟空と最初で最後の直接対決となるが、悟空との実力差はすでに開いており、敗退する[注 9]。

大会終了直後、道着がボロボロになった悟空に前大会同様に自らの道着を譲り、疲れている悟空を気遣って彼が控室に忘れたドラゴンボールと如意棒を取りに行くが、そこでドラゴンボールと武道会の名簿を奪いに来たタンバリンと交戦し敗れ、死亡した。その後、ドラゴンボールによって生き返る。
- エイジ756（20歳） - 新たな技も身に付け第23回天下一武道会に出場。予選を勝ち抜き本大会に進出、1回戦でマジュニア（ピッコロ）と戦い、善戦するも敗北。しかし、その健闘は多くの観客を感動させ、歓声に包まれながら退場。悟空、ピッコロからも高く評価された。亀仙人は弟子であった彼の成長振りに「素晴らしい武道家になった」と感慨深げであった。アニメ版では悟空と再会した際にピッコロ大魔王との一件での礼を涙ながらに告げた。
- エイジ761（25歳） - ラディッツが地球に来襲。不可解な発言をするラディッツを酔っ払いと勘違いして、「帰って」と言いながら近づいたところを尻尾の一振りで一蹴される。ラディッツ戦後、1年後に新たなサイヤ人が襲来することを知り、神様の神殿と地上で修行に励み、この期間で飛躍的に実力を上げている。
- エイジ762（26歳） - 11月3日。悟空不在のままベジータ、ナッパと交戦。自分を気遣って戦死したヤムチャの無念を晴らすべく、拡散気功波で敵全員に攻撃を行い、栽培マンは倒すが、ベジータとナッパには通用しなかった。ナッパとの戦闘では、気円斬で倒し損ね、逆にナッパの放ったエネルギー波により生じた衝撃で戦闘不能になるが、駆けつけた悟空から与えられた仙豆で回復する。

悟空がベジータとの一対一を希望したため、悟空の足を引っ張ると考えたクリリンは悟飯を連れて、カメハウスに帰還することにしたが、悟空の窮地を察した悟飯と共に戦場に戻り、戦闘不能になった悟空に代わり、ベジータと交戦。ヤジロベーの手で大猿化が解けたベジータを悟飯が食い止めている間、悟空から託された元気玉をベジータに命中させるが、立ち上がったベジータの放った爆発で再び戦闘不能になる。大猿悟飯との戦いで戦闘不能になったベジータをヤジロベーの刀で仕留めようとするが、ベジータとの再戦を望む悟空の願いを聞き入れ、ベジータを見逃す。
ベジータが「地球ではなく、ナメック星でドラゴンボールを手に入れる」と発言していたことをブルマたちに話し、戦死した仲間たちを生き返らせるべく、ナメック星行きを提案。3日間の入院生活の後、悟飯とブルマと共に、神様の宇宙船に乗り込み、ナメック星へ向かう。その最中、悟飯とイメージトレーニングを行い、悟飯の隠された力に改めて感心する。
ナメック星に到着。フリーザ軍やベジータとのドラゴンボール争奪戦を展開。フリーザ軍の兵士たちに船を壊されて、地球に帰れなくなりながらも、ナメック星人を味方につけて、最長老の手でパワーアップを遂げる。
ギニュー特戦隊の接近を察知し焦ったベジータと共闘関係を結び、グルドとリクーム、悟空の体を奪ったギニューと戦う。
ギニュー特戦隊との戦いが終わり、全てのドラゴンボールを入手し、ベジータが睡眠中の間、デンデにポルンガ（ナメック星の神龍）を召喚してもらい、ピッコロを甦らせることに成功。それにより、地球の神と地球のドラゴンボールも復活する。ピッコロをナメック星に移動させるという、2つ目の願いまでが叶えられたところで、フリーザとの遭遇から寿命を縮めた最長老が息を引き取ったためにポルンガが消滅、フリーザそしてベジータの不老不死への野望も阻止された。
ドラゴンボールにより不老不死となるという望みを断たれて激怒したフリーザとの決戦を迎え、瀕死に陥ったところをデンデに回復される。フリーザとの立ち回りを繰り広げ、活躍を見せるが、その後戦いの終盤でフリーザに殺される。これにより激怒した悟空が、超サイヤ人に変身してフリーザを倒すことになる。地球のドラゴンボールで最長老も生き返ってポルンガが再出現した際に、残る1つの願いで悟空とフリーザ以外の者は地球に移動したが、この時には生き返れず、魂もナメック星の宙域に留まった。
- エイジ763（27歳） - ベジータの発案とポルンガの力により生き返り、体や服も蘇生してもらう。

アニメオリジナルのガーリックJr.編ではアニメオリジナルキャラクターのマロンとの交際を始める。悟飯たちにマロンを紹介した矢先、アクアミストが発生するが、海の中にいたため、魔族化を免れる。ガーリックJr.軍団との戦いでは修行を怠っていたため、苦戦するも、ピッコロと一芝居を打って、神様とポポの救出に成功する。その後、マロンと破局する。
- エイジ764（28歳） - フリーザの地球襲来時に駆けつける。その後、3年後の人造人間との戦いに備えて亀仙人と共に修行を開始。
- エイジ767（31歳） - 人造人間が出現すると予言された現場へ挑む。この頃になると悟空以外の初期キャラクターは戦闘力のインフレから完全に置いて行かれており、戦力としての描写はない。また、人造人間18号に惚れたことで、人造人間セルの完全体化を阻むために18号を破壊するという使命を果たすことができず、人造人間の停止装置を踏み潰した。この後、人造人間セルは人造人間18号を吸収して完全体になる。アニメ版Z168話ではこれに責任を感じ、セルゲーム開始前にもセルと戦いに行こうとする描写がある。セルゲーム開催前に当たっては、セルに破壊された人造人間16号の頼みを聞き、トランクスが危惧する中、カプセルコーポレーションに連れて行くように仲介している。アニメ版では悟飯とセルの最後のかめはめ波合戦の際にピッコロ、天津飯、ヤムチャが悟飯に加勢しに行った後、気を失っている18号に別れを告げて、自身も悟飯に加勢。セルに吹き飛ばされながらも立ち上がった際に「オレがこんなふうに諦めが悪くなったのは、悟空と悟飯のせいだな。恨むぞ、お前ら親子を」と口にした。
- エイジ770[11] - 人造人間18号と結婚。翌年には娘のマーロンをもうける。この頃には武道家をやめることを決意し、それまで剃っていた髪も伸ばすようになる。アニメ版ではこの時からブルマやヤムチャを呼び捨てしたり、対等な口調で会話することもあった。
- エイジ774（38歳） - 18号にうながされる形で、賞金目当てのお遊び気分で天下一武道会に4度目の出場[注 11]。1回戦をあっさり勝ち抜くが、その後の魔人ブウに関わる事件に巻き込まれる。敵との戦力差が大きく、避難しようとしていた時にダーブラにより石化させられたが、その後ダーブラは封印から復活した魔人ブウにより倒されたため石化から復活し、ピッコロと共に気絶した悟天やトランクスを連れて神殿へ避難する。一刻も早くブウを倒すために悟天やトランクスの特訓を見守るが、後にブウにチョコレートにされて食べられ死亡する。その後、ドラゴンボールにより復活する。原作でクリリンのあの世での様子が描かれていなかったが、アニメではその様子が描かれており、北の界王とも面識がある[注 12]。
- エイジ776（40歳） - ミスター・サタンのホテル落成記念式典に参加。地球に襲来した合体アカを前に大奮闘した。
- エイジ778（42歳） - ブルマの誕生会に参加。悟飯が久々にグレートサイヤマンに変装した姿を見て興奮していた。
- エイジ779（43歳） - 正義感を生かせるうってつけの仕事として、警察官に就職[注 13]。また、フリーザ軍の再来時、久々に坊主頭にして参戦した。
- エイジ784（48歳[12]） - 第28回天下一武道会を観戦。

## 劇場版への登場
劇場版に初登場したのは、第2作目『ドラゴンボール 魔神城のねむり姫』。原作同様、悟空にライバル意識を持つが窮地を救われたことにより和解する。
『ドラゴンボールZ』の劇場版における共通点としては、他の仲間に負けぬよう活躍しようとするが、強力な敵との戦闘、および不意の事故などであっさりやられて「なんでオレだけ…」と情けなく言う場面が多い。

### 劇場版での活躍
第4作目（Z劇場版第1作目）『ドラゴンボールZ』では悟空を助けるためガーリック城へと駆けつけるが、崩れてきた天井に頭を打って気絶する。
第5作目（Z劇場版第2作目）『この世で一番強いヤツ』では、悟飯と共に悟空の元へと駆けつける。悟空が元気玉を作るための時間稼ぎをするが、クリリンのみDr.ウイローから返り討ちを喰らう。
第6作目（Z劇場版第3作目）『地球まるごと超決戦』では、ターレス軍団の一人アモンドと闘うが敗れる。悟空が元気玉を作る時間稼ぎをするため、仲間たちとともにターレスに挑み敗北する。
第7作目（Z劇場版第4作目）『超サイヤ人だ孫悟空』では、冒頭で悟空と共にスラッグ軍団の宇宙船の軌道をそらそうと試みるが失敗する。その後、悟空と共に悟飯、ピッコロの元に駆けつけ、ようやく自分の出番とスラッグに戦いを挑むが、1発で吹っ飛ばされ、気を失う。
第8作目（Z劇場版第5作目）『とびっきりの最強対最強』では、悟飯が命がけで持ってきてくれた仙豆を燃やされたことで激怒し、クウラ機甲戦隊の一人・サウザーと闘うも力の差により敗れる。
第9作目（Z劇場版第6作目）『激突!!100億パワーの戦士たち』では、悟飯、ピッコロとともにビッグゲテスターのロボット兵と闘い、一度自分だけダメージを受け嘆くも装甲の非常に硬い相手を数体撃破する。戦闘中に捕獲されるが、その後悟空の手により救出される。
第10作目（Z劇場版第7作目）『極限バトル!!三大超サイヤ人』では、悟飯が決戦場へ向かったためにチチに尻を蹴られる形で決戦場へ加勢するために向かう。その後人造人間の闘いを観戦する中、顔にエネルギー弾が飛んできたり、氷で滑ったり、飛んできたベジータに激突したりと、お笑い的な面がより増えていた。最後は合体13号のエネルギー弾により気絶するものの、悟空の元気玉生成の時間を稼ぐために奮戦した。
第11作目（Z劇場版第8作目）『燃えつきろ!!熱戦・烈戦・超激戦』では、花見の席のカラオケで『翼をください』を熱唱していた。しかし非常に音痴で、ブルマやトランクス、ウーロンは呆れ果て、特にベジータは「クリリンの野郎、許さん」と激しく憤っていた（しかしブリーフ夫妻と亀仙人には好評であり、悟飯も普通に聞いていた）。悟飯、トランクスとともに新惑星ベジータに赴くが、戦力にならないだろうからとブロリーとの戦いには参加しなかった。
第12作目（Z劇場版第9作目）『銀河ギリギリ!!ぶっちぎりの凄い奴』では天下一大武道大会にて対戦相手のピッコロが本人のやる気のない態度に対し試合放棄したため、運良く勝利。優勝できるかもとすっかり調子に乗るが準決勝のバトルゾーンでザンギャに簡単に敗れる。
第13作目（Z劇場版第10作目）『危険なふたり!超戦士はねむれない』では、ピッコロの道着を身に着けた姿でマグマに飲み込まれそうだった悟飯を助ける。悟飯は、始めは自分を助けてくれたのがピッコロだと勘違いしていた。その後はブロリーに敗れ、倒れて放置されている彼の呟きでラストを締めた。
第14作目（Z劇場版第11作目）『超戦士撃破!!勝つのはオレだ』では、バイオブロリーに苦戦する18号の救援に駆けつける。その後、最後まで戦闘に参加し、悟天とトランクスとともにかめはめ波でバイオブロリーを破るなど珍しい活躍を見せていた（海から巨大なバイオブロリーが出現して固まった際は、「脅かしやがって」と言っている間に悟天とトランクスの気功波が横切るなど、危ういシーンも見られた）。悟空や悟飯も含め全登場人物中、唯一3回全ての戦いでブロリーと相対したこととなった。また、女性研究員を助けた際には18号に嫉妬されていた。
第16作目（Z劇場版第13作目）『龍拳爆発!!悟空がやらねば誰がやる』では、タピオンを復活させるためにドラゴンボールを探す。かつて様々な悪の戦士たちと戦ったこととは別に、お化け屋敷が苦手であることが明かされる。ヒルデガーンとの戦いの際は不在。
第19作目（Z劇場版第15作目）『復活の「F」』では警察官として活躍し、ブルマからフリーザが復活したことを聞き、師匠の亀仙人、ジャコらとともにフリーザ軍に立ち向かう。フリーザ軍相手に活躍するも木にぶつかったり、強盗が落とした金が入った袋が落ちてくるなどコミカルな場面も登場する。また、着信メロディは『ONE PIECE』の主題歌「ウィーアー!」。
第20作目 (超第1作目) 『ブロリー』ではフリーザの回想にのみ登場。
第21作目（超第2作目）『スーパーヒーロー』では新生レッドリボン軍の助っ人として参加。戦闘力は他の助っ人より劣るものの、パンに掛け声を出して飛べるきっかけを作ったり、苦戦するオレンジピッコロに巨大化をアドバイスしたりと要所で活躍を見せた。

## ドラゴンボール超
破壊神ビルス編
魔人ブウとの闘いが終わり、数年後に悟飯とビーデルが結婚した頃、妻の18号や娘のマーロンとともにブルマの誕生日パーティーに呼ばれ、仲間たちと再会する。パーティーを盛り上げようと飛び入りに参加した破壊神ビルスが神様であるとは知らず、ロシアンたこ焼きを勧めた。結果的にビルスの機嫌を保つことができたが自分が当たりのわさび入りを食べて気絶した。
武道家は引退しており、ピッコロ、天津飯、18号ら三人が破壊神ビルスに挑んだ際には、チチに「嫁さんが戦っているならお前も戦うだ」と訴えられた際には「オレももう引退しますし、娘もいますから」と自分では戦力にならないと答え、ヤムチャと共に戦闘には参加しなかった。ビルスが地球を去った後、悟空に本気で一発顔を殴ってもらい大ケガをするが、武道家をやめて良かったかどうか迷ってたことに区切りがついたと話した。
その後、2回ほど試験に失敗したが警官になり、ブルマに危険運転とスピード違反の交通反則切符を切っている。後に彼女から交通違反を取り消すように頼まれるも応じない姿勢を見せた。
フリーザ復活編
原作となる『復活の「F」』同様、フリーザが地球襲来の際には18号に頭を丸めてもらい、久々に亀仙流の道着に着替えて戦地に赴いた。
本作での武道着は、原作にて武道家として闘った最後のシリーズであった人造人間編にて着用していた紺色のアンダーシャツとブーツは用いず、ナメック星でフリーザ軍と闘った頃に近い着こなし（アンダーシャツなしでカンフーシューズ）に戻している。その頃と異なる点は、両足首の裾を紐で縛り絞っている。この頃のクリリンは18号を「18号さん」と呼ぶようになっている。
『復活の「F」』から変更された点としては、かつてフリーザに爆殺させられたトラウマや、実戦から遠のいて久しかったことも重なり、フリーザ軍の大軍との戦闘に遅れを取り、フリーザからは「味噌っカス」とまで言われる。しかし亀仙人の励ましの言葉で再起し、本来の実力を取り戻し兵士たちを蹴散らした。
破壊神シャンパ編
第6・第7宇宙破壊神選抜対抗試合に出場する悟空らを他の仲間らと共に応援に行った。この際、アニメ版ではフリーザ軍の襲来時に剃った頭髪が再び生え揃っていたが、漫画版では坊主に剃り上げたままであった。
“未来”トランクス編
ザマスとの戦いの後、暇を持て余していた悟空と共に亀仙人の指導のもと再び修業を行うが、悟空との実力差を見せつけられ心に迷いが生じる。そこで亀仙人の修業の一環として悟空とともに薬草を採りに「おそろしの森」を訪れることになる。そこは心の奥底に巣食う記憶が形を成すあの世とこの世のはざまの森であり、クリリンは自らの記憶が生み出したかつて彼を殺してきた強敵たちの幻影と対面し恐怖するが、過去に怯える自分を超えるために気と心のコントロールを成し遂げ、亀仙人に「無我の領域に踏み込んだ」と評された。この一件以降再度頭を丸め、警官として働きながら武道家としての修業も再開する。
宇宙サバイバル編
代表戦士を探していた孫悟空に呼ばれる形でチーム対抗の武道大会「力の大会」に、第7宇宙代表の選抜戦士10名の内の1人として参戦する。この時、ビルスからアニメでは「ツルリン」、漫画版では「クリン」と名前を正確に覚えられていなかった。
この大会の直前には、悟飯との模擬戦で新たな技を披露し、悟空とも模擬戦を行い善戦した。戦闘力の絶対値としては差を空けられた悟空と悟飯に、戦闘の駆け引きと技巧の高さを賞賛され第7宇宙代表の一員として認められた。後に力の大会の趣旨を知り、心配させないためとはいえ、悟空がそのことを隠したことと賞金で自分たちを釣ったことを怒り、18号と共に出場を辞退するもビルスに脅迫され、結局出ることになった。フリーザの出場に関してもかつて自分を殺した相手なため、当初こそ驚いたものの悟空に説得させられ、「フリーザも欲しいかも」と納得した。
力の大会本番では、亀仙人との連携で第10宇宙の代表戦士ジウムを、18号とのコンビネーション技で第4宇宙の代表戦士ショウサを倒し、第4宇宙の盲目の武道家マジョラにも相手の特性を逆手に取った機転で勝利し活躍したが、連勝に歓喜する隙を第6宇宙のフロストに突かれ場外負けで第7宇宙最初の脱落者となった。そのため、それぞれの面々が脱落するも健闘をビルスに称えられる中、唯一怒られた（普段温厚な界王神シンすら怒りを見せていた）上に、名前も覚えてもらえなかった。
漫画版では連携を崩された後、クリリンたちは弱いとフリーザから教えられ、背後からの奇襲をしかけたフロストにあっさりと敗北。これといった活躍の場面が無いまま第7宇宙最初の脱落者となった。また、第2宇宙のリブリアンたちから「イケメン」「非の打ち所のない男前」と評されており、リブリアンの星の感性では美形とされている。
銀河パトロール囚人編
モロに力を分け与えられ戦闘力を上げた囚人たちが銀河中に放たれ地球にも来襲。その内の一人であるユンバと交戦するも苦戦。後に再戦した際には、2か月の修業の成果もあり勝利する。だが、ミザ、キカザ、イワザの3人が合体した形態に苦戦。玉砕覚悟で気を全開にして突っ込もうとしたところに、その気を捉えた悟空が地球に帰還したことで助けられる。

## ドラゴンボールGT
- エイジ790（54歳）- 『ドラゴンボールGT』では第30話初登場。ベビーに洗脳され、ツフル星移住計画の順番待ちをしていたが、変装したブウが割り込みをしたため地球に残留。その後の第36話ではツフル星に行けなかったことに立腹した18号とマーロンの買い物に従わされ、大量の荷物を持たされている。究極の人造人間編では操られた人造人間17号に遭遇し、ドクター・ゲロに敬語を使い、「様」付けまでするようになった17号に対し「お前はドクター・ゲロを恨んでたじゃないか!!」と説得するが、説得を受け容れてもらえず殺され、その後地球のドラゴンボールで生き返っている[注 15]。元々原作だけでも死の経験数は最多だったが、これを含めると計4度死を経験したこととなる。最終話（第64話）ではウミガメからもその死の多さを突っ込まれることとなった。

年齢と引退後長期間経ったことによる、大幅な戦闘レベルの低下を思わせる発言もあったが、時々18号と組み手などをしていたことが最終話（第64話）で明らかになった。何十年経っても全く変わらない亀仙人、子供になった悟空と比べると、グレーの髪やヒゲなど年齢を感じる容姿となり、「自分だけ年を取って、すっかり変わってしまったみたいだ」と感慨深げに自らを語る。その後、悟空と最後の勝負をし、勝利する（勝たせてもらった）。

## ドラゴンボールオンライン
原作者の鳥山明が全面監修を行うも、日本ではサービス展開されなかった日韓共同製作・開発のオンラインMMORPG『ドラゴンボールオンライン』における設定。遥か未来の物語のためクリリン自身は故人だが、歴史年表にその名が登場する。以下に特筆すべき部分のみを挙げる。
- エイジ821 - 孫悟飯が自身らの戦闘技術の研究をまとめた著書『気功科学』の発刊以降、気を用いた格闘術への期待が高まる中、亀仙人の下にも流派の再興を請う声が押し寄せていた。しかし亀仙人は老齢を理由に動かなかった。代わりにクリリンと天津飯に命を与えた。「地球人の戦士として、なしえる役割はなにか」。この問いに応え二人はそれぞれ「新亀仙流」と「新鶴仙流」を開くこととなる。クリリンは過去に経験した数々の戦闘から、悟空らサイヤ人やピッコロなどとの身体能力の差を痛感し、地球人の戦士である自分がなしえる役割を考えぬいた結論が「補助の精神」であった。直接相手に決定的なダメージを与えられなくとも、戦局を有利に展開させる方法は存在する。相手の隙をついて動きを鈍らせる。味方の攻撃力を高める。真に強い敵と戦うためにはそうした役割の者が必要であることを後進の戦士たちに説いていった。過去の闘いでは悟空たちのバックアップに甘んじていったクリリンではあったが、補助は決して卑下するものではないと確信していた。悟空が最初に活躍した村でその流派を立ち上げたのは、そんな彼のライバル心の現れなのかもしれなかったとされる。クリリンが開いた「新亀仙流」は、クリリンの死後もその精神は後進の「亀仙士[14]」たちに受け継がれていった。

## クリリンの技
残像拳（）
素早く動くことで残像を残し、相手をかく乱する技。レッドリボン軍編でのブルー将軍戦で使用。

かめはめ波（）
両掌に気を集中し一気に放出させる気功波。亀仙人が開発し、その弟子の中では最後に披露した。また、習得状況はヤムチャのように温存していたわけではなく、悟空同様に「やってみたらできた」というものだった。第22回天下一武道会の餃子戦で初使用。この時は亀仙人に「にわか仕込みでなければ餃子を倒せていた」と評された。悟空に対しては、囮の技として使用していた。以後ピッコロやナッパ、フリーザなど強敵に使うことも多かった。

風船化 / 風船ふわふわ落下
空からの落下中に、思いっきり空気を吸って体を膨らませ、落下スピードを落として相手の攻撃をかわす技。第22回天下一武道会の悟空戦で使用。
ダブル気砲（） / 追尾気功波 / ダブルかめはめ波
自動で標的とした者を追尾する気功波。両腕を横に広げてから、前に突き出して発射する。第23回天下一武道会で、マジュニア（ピッコロ）に対して初使用。ピッコロの作戦によるナッパへの注意を引く際やドクター・ゲロの研究所を破壊するときにおいても使用している。

舞空術（）
全身の気をコントロールしながら放出することによって、空中を飛行する技。もとは鶴仙流独自の技だが、ほとんどの戦士がこれを体得した。初めて使用したのは第23回天下一武道会の1回戦でのマジュニア（ピッコロ）戦。亀仙流の戦士の中ではクリリンが最も早く舞空術を披露している。

拡散弾（） / 拡散エネルギー波 / 分散エネルギー弾 / 拡散気功波 / 拡散かめはめ波 / 流星気功弾
突き出した両腕から強力な気功波を放ち、上空で複数に分裂させてから地上に降り注がせる技。出した直後は弾速が非常に遅く、わざと避けさせてから分裂させて当てるという奇襲技である。サイヤ人編で使用し栽培マンたちをほぼ一掃したが、ベジータとナッパにはダメージを与えられなかった。『ドラゴンボール超』では、フリーザ軍の兵士に対して使用している。
RPGでは敵キャラクター全員を攻撃する強力な技として扱われる。

気円斬（）
クリリンが独自に編み出した技で、ナッパ戦で初使用。回転するカッターのように練り上げた気の円盤を投げつけ、対象を切り裂く技。物体を切断するという技の性質から、自身より格上の相手にもダメージを与えられることがあり、後に多くのキャラクターが使用している。
フリーザを相手にした際には、連続で複数同時に放っている。ゲームではこの連射型の気円斬を「連続気円斬」、「気円烈斬」、「気円連斬」などと呼称されている。また、アニメ『Z』および『改』のフリーザ戦では気円斬を拡散させる芸当も見せている。
『超』で武道家に復帰した際には、投擲後に円盤の軌道をある程度、腕の振りで遠隔操作できるようになっている。

気円斬 三枚刃（）
気円斬が投擲した後に三枚に分裂する。『超』の「力の大会」にて第10宇宙の代表戦士ジウムに使用。空から攻撃を仕掛けるジウムの翼に損傷を負わせ、その隙を突いて亀仙人がかめはめ波でジウムを場外に落とすという連携をみせた。
『超』にて初登場の技だが、アニメ（『Z』および『改』）では、ナメック星にてフリーザに対し連続して気円斬を放つシーンの際に、投擲後に10枚ほどの小型の円盤に分裂する気円斬を放ったことがあった。

太陽拳（）
気を発光させて相手の目を眩ませる技で、元々は天津飯の技。クリリンいわく「それほどむずかしい技じゃない」。ナメック星において即席で使用し、ドドリアからの逃亡に成功。フリーザにも通用するなど、相手の強さに関係なく効果がある。気を察知できる相手にも、この技に併せてクリリンが気を消すことで身を隠すことなどができる。

百倍太陽拳（）
『超』にて武道家復帰後に考案した太陽拳の発展技。目を閉じていても防げないほどの強烈な光を全身から発する。
クリリンはこれに併せて自身の気を消して相手に直接攻撃の奇襲を仕掛ける。しかし、あくまで奇襲用の技であるため、同じ対戦相手には続けて何度もは通用しないと18号に指摘されている。だがクリリンはこれを逆手に取り、すでにこの技を知っている悟空に対してフェイントに用いた。

## クリリンの戦闘力
作中や書籍などで明確にされているクリリンの戦闘力。
サイヤ人襲来前：206
ブルマの計測したスカウターの数値より。この時点で師である亀仙人を越えている。

サイヤ人戦：981or1083 - 1770
仲間と共に神様の下で修業し戦闘力が上昇。ナッパのスカウターが計測。

ナメック星到着直後：1500程度
ザーボンの計測したスカウターの数値より。

ギニュー特戦隊戦：10000以上 - 13000
修業で身に付けるも自身では引き出せずにいる潜在能力を、ナメック星の最長老により解放してもらった際の戦闘力。ギニュー特戦隊のグルドを圧倒し、戦闘力23000の悟空の身体を奪ったギニューに悟飯と二人がかりで優位に戦う。この時、悟空にも「今のおめえらなら絶対に負けはしねえ」と評されている。

フリーザ戦：75000
週刊少年ジャンプ特別編集増刊『ブイジャンプ』第1号（平成2年12月12日号）誌による、フリーザとの決戦時の数値。原作での数値は不明。ベジータも「こいつら（悟飯とクリリン）の戦闘力はどんどんと上がっている」と称している。
フリーザ戦までは何とか奇策を講じたりなどして活躍をみせる。だが人造人間編では、人造人間との闘いに向けて3年間修業してはいたものの、人造人間17号や18号と闘う際にはトランクスやピッコロや天津飯が挑みかかる中、クリリンは竦んで挑みそびれるなど戦闘での活躍はなく、セルゲームでもセルジュニアと戦闘になるも瀕死にまで追い詰められた。魔人ブウ編でも、ダーブラを目にした悟空から参戦しない方がいいように促されるなど、実力を発揮する機会はなかったが、魔人ブウ編の序盤で、天下一武道会に出場する父クリリンを案ずる娘マーロンに対し、ヤムチャがクリリンのことを「世界で一番強い」（「ただし地球人の中じゃね…」と続く）と言って励ますシーンもある。
原作者の鳥山明がストーリーを手掛けた魔人ブウ編のその後を描く『ドラゴンボール超』では武道家を引退しており、ブルマの誕生パーティーで破壊神ビルスが暴れピッコロ、天津飯、18号が戦いを挑んだ際も戦闘には参加しなかった。だが、復活したフリーザが地球に進軍してきた際には久々に実戦に復帰し、その後も警察官として働く合間に修業を再開、悟空らと共に第7宇宙の代表として力の大会に出場するなど、複数のシリーズで戦闘に参加している。

## 設定

### 外見・特徴
- 名前の由来は特になく、キャラクターのイメージから雰囲気だけでつけられたもの。「当初はレギュラー化させるつもりはなく、一発キャラのつもりで登場させたのでいいかげんに名前をつけた」と鳥山は語っている[47]。
- 基本は眼の白い部分が描かれないが、一部のカラーイラストやゲームで色が塗られていることもある。少年期の頃、セル編、ブウ編では、線一本と点だけで眼が描かれていることもあった。
- 鼻がない。ただし鼻くそを飛ばしたり、顔を近づけて物の匂いを嗅ごうとする描写がある。これについて鳥山は「上手くごまかせないので無視する気だったが」と、謝罪していた[48]。鼻がない理由は、特異体質で皮膚呼吸ができるからだと答えている[49]。
- 坊主頭の時代に額にあったお灸の跡は、中国の僧侶などがつけているもの。クリリンの顔は単純でさびしいのでお灸の跡をつけたとのこと[50]。
- 物語後半は今まで剃っていた髪を伸ばす。作中では悟飯から「闘わなくなったから坊主頭をやめた」と説明されるが、鳥山は「宗教上の理由で剃っていただけ」と、担当声優の田中は「18号にダサいといわれたから髪を伸ばした」と語っている[51]。前述のお灸の跡は描かれなくなったが、劇場版『ドラゴンボールZ 神と神』では再び描かれている。

### 恋愛・作者などからの評
- 作中、人造人間18号と結婚にいたるが、作者の鳥山いわく「結構ひどい目にあってるから『たまにはいい思いをさせてやらないとな』」とのこと[3]。田中真弓は「クリリンが恋愛をするのは想像できなかったので、18号を好きになるクリリンを演じる時に戸惑った」という[52]。18号と交際・結婚に至る経緯は触れられていないが、これに関して鳥山は「恋愛描写が苦手なため省いた」と発言している[5]。
- 鳥山は、友達になりたいキャラクターとして、悟飯、デンデ、ブルマ、亀仙人と共に、クリリンの名を挙げている[53]。また、好きな戦士として、悟空、ベジータ、ピッコロ、サタンと共に、クリリンの名を挙げており「クリリンは嫌々ながらも頑張っている感じが好き。最初ちょっとだけ登場させるつもりで手を抜いて描いたキャラなのに、いつのまにか悟空の親友になっていた」[54]と語っている。
- 鳥山いわく、「天下一武道会を始める前はあんまり作品の人気がなかった。悟空以外のキャラをひっこめて、亀仙人を再登場させて、クリリンという新キャラをたてた。そうしたら、いきなり人気が出てきた」と語っている[55]。連載当時もクリリンに関しては「単に変なヤツという軽い気持ちで登場させたが、今ではなくてはならない重要なメンバーに成長し驚いている」とも語った[56]。
- クリリン役の声優に田中真弓が選ばれた理由は、鳥山が『銀河鉄道の夜』での田中の演技を観ての指名だった[57]。後に田中は原作にて「クリリンと声が似ている」と言われる場面があった理由からヤジロベー役も担当している[58]。
- 田中は初登場時のスケベでズルくて悪い子だった頃のクリリンを気に入っていると語っている[59][60][61]。また、クリリンがいきなり髪の毛を生やしたのは不本意であり、一番印象に残った出来事であるとも語っている[60]。
- 他のキャラクターからの呼称は、ほとんどが呼び捨ての中、原作ではブルマからは「くん」付けで呼ばれ、アニメでも同様だったが、『Z』からは親しい間柄になったためブルマからも呼び捨てにされていることもあった。チチからは「クリリンさん」と呼ばれたこともあるが、アニメでは呼び捨てにされることも多い。

### その他
- 桃屋と『ドラゴンボール改』のコラボレーションCMでは、他のキャラクターと一緒に顔が三木のり平に変わるシーンがある。
- クリリンは子供っぽく見えるために目薬のCMでは悟空とチチ、牛魔王が保護者側として登場しているのと対照的に悟飯、ウーロンと一緒に泳いでいた。
- 中国語版では「克林」と記す。
- 『CROSS EPOCH』では、クリチョッパ海上列車コースターの運営者として『ONE PIECE』のトニートニー・チョッパーと共に登場。帽子を被っている。途中列車強盗に襲われるが、それが知人のピッコロとロロノア・ゾロだったために一緒に目的地まで運ぶ。

## テーマソング
アサ・ヒル・ヨル・キミ・ボク
歌：田中真弓（クリリン） / 作詞：佐藤大 / 作曲：田中公平 / 編曲：岩崎文紀
一度は結婚したいマンボ
歌：田中真弓（クリリン） / 作詞：佐藤大 / 作曲・編曲：藤原いくろう
クリリンの結婚願望を歌った曲。

## ゲームでの登場
ファミリーコンピュータソフト『ドラゴンボール 神龍の謎』の7面のボスキャラクターとして登場。11面では、クリリンがクリーチャー化したような外見のモンスター「クリリアン」が登場。攻略本に鳥山明の描き下ろしイラストが掲載されており、クリリンが初登場時に着ていた多林寺の道着と同様の物を着ているが、クリリンとの関連性は不明。
『ドラゴンボールZ 強襲!サイヤ人』『ドラゴンボールZII 激神フリーザ!!』『ドラゴンボールZIII 烈戦人造人間』『ドラゴンボールZ 超サイヤ伝説』ではプレイヤーキャラクターの一人として登場。戦闘力は並だが、原作で栽培マンに使用した拡散弾が敵全員攻撃に可能だったり、最強技の気円斬は大猿に変身したサイヤ人の尻尾を切断できるなどの利点を持っている。
格闘ゲームでの初登場はメガドライブ専用ソフト『ドラゴンボールZ 武勇烈伝』。PlayStation専用ソフト『ドラゴンボールZ Ultimate Battle 22』ではクリリンが本作のBUILD UPモードにてゲーム内のクリリンを強化し、視聴者のほうを向いてほくそ笑みながらゲームをしているCMが放送された。また、彼の必殺技・気円斬は気でかき消す以外ガード不能という特殊効果を得ている。
PlayStation 2専用ソフト『ドラゴンボールZ』シリーズではIFストーリーなどで後に妻となる18号のために奮闘する姿が描かれている。
『ドラゴンボールZ 舞空闘劇』では彼が主人公のIFストーリーがあり、悟空の代わりにセルや魔人ブウから世界を救う活躍。悟空から力は弱いが気の扱いはトップクラスだと指摘され、悟空との信頼関係も見せた。
『ドラゴンボール アドバンスアドベンチャー』では、悟空でストーリークリア後にクリリンでプレイできるようになるクリリン編ルートが存在する。また、クリリン専用の乗り物として黒筋斗雲が登場する。通常の筋斗雲と異なり、常人でも乗れるようになっている。
『ドラゴンボールZ Sparking! METEOR』のスペシャル編クリア後、かつてブルマに悟空が敵を惹きつけていると言われたことに対し、「今のオレやヤムチャさんがいるのもみんな悟空のおかげだ」と励ます描写があり、クリリンは悟空のせいではないと語っている。
『ドラゴンボールZ 真武道会』のストーリーは魔人ブウ編以降の設定だが、「寝ている間に18号とマーロンにいたずらされた」という理由で頭を丸めた姿になっている。悟空からは「懐かしい頭」と言われ撫でられたり磨かれたりした。
『ドラゴンボール ZENKAIバトルロイヤル』にも初期キャラクターの1人として参戦している。目くらまし用の太陽拳や残像拳で隙を作り、飛び道具のかめはめ波およびガード不能の飛び道具である気円斬で攻撃するなど、トリッキーに立ち回ることが可能。しかし全体的に技のリーチが短い他、攻撃力・防御力が共に低い。
『ドラゴンボールヒーローズ』では1弾から登場している。JM1弾からは少年期のカードも登場。また、人造人間18号が自分のデッキにいると18号とクリリンのガードアップ兼気絶無効のアビリティが永続かつ自動で発動するアビリティ「夫婦の絆」を持っていることがある。カードによっては髪が描かれているものと描かれていないものがある。